# فرانچسکو ریپا (بازیکن فوتبال، زاده ۱۹۸۵)
فرانچسکو ریپا (انگلیسی: Francesco Ripa؛ زادهٔ ۵ نوامبر ۱۹۸۵) بازیکن فوتبال اهل ایتالیا است.
از باشگاه‌هایی که در آن بازی کرده‌است می‌توان به باشگاه فوتبال یووه استابیا، باشگاه فوتبال کومو، باشگاه فوتبال سورنتو کالچو، و باشگاه فوتبال ارورا پرو پاتریا ۱۹۱۹ اشاره کرد.